# Helle Degn
Helle Degn (født 20. oktober 1946 i København) er tidligere Udviklingsminister, valgt for Socialdemokratiet. Hun har været medlem af Folketinget i knap 27 år i perioden 1971-2000, hvor hun bl.a. var formand for Udenrigspolitisk Nævn. Hun var den første kvinde, der opnåede at have 25 års jubilæum i Folketinget (1998).
Helle Degn har to børn, Bo (f. 1969) og Jan (f. 1972).

## Biografi

### Ungdom
Helle Degn voksede op på Amager som datter af prokurist Peter Degn og Lilly Christensen. Hun meldte sig ind i Danmarks Socialdemokratiske Ungdom som 17-årig. I 1971 blev hun færdig som lærer fra Blågård Seminarium. Hun var medlem af Tårnby kommunalbestyrelse fra 1969-72.

### Politisk karriere
I 1971 blev hun valgt ind i Folketinget for Socialdemokratiet som tingets yngste medlem, 24 år gammel. Hun har bestridt en lang række politiske poster og poster i NGO’er.
Fra 1975-81 var hun medlem af Børnekommissionen og fra 1982-87 var hun formand for Ligestillingsrådet.
I 1993-94 var Helle Degn Udviklingsminister i Regeringen Poul Nyrup Rasmussen I.
Hun var formand for Udenrigspolitisk Nævn 1994-2000, formand for den danske CSCE-delegation (nu OSCE) 1995-98, præsident for CSCE 1998-2000.. Endvidere medlem af Finansudvalget, Udenrigsudvalget, formand for Folketingets Uddannelsesudvalg, Uddannelsespolitisk ordfører 1985-92, bistandspolitisk ordfører 1982-92, sikkerhedspolitisk ordfører 1994-2000. Endvidere medlem af Europarådet og vicepræsident for Socialist International Women i seks år.
Efter sin udtræden af Folketinget i 2000 blev Helle Degn kommissær for Østersørådet, en post hun bestred til 2004.
Hun har endvidere siddet i bestyrelsen for Rehabiliteringscentret for etniske kvinder i Danmark og været ambassadør for Dansk Folkehjælp. Fra 2008-11 formand for Mandela Centret. Mens hun var formand, mødtes hun med Desmond Tutu. Siden 2012 har hun siddet i bestyrelsen for Projekt Plan B og siden 2013 været formand for Tine Bryld Prisen.

### Kaffeklub
Ved valget i 1971 kom en håndfuld yngre socialdemokrater ind i Folketinget. Helle Degn var sammen med Svend Auken, Inge Fischer Møller og Karl Hjortnæs fremtrædende medlemmer af Ritt Bjerregaards kaffeklub. Igennem årene blev kaffeklubben udvidet og kom til at spille en stor rolle i den offentlige debat.

## Udmærkelser
- Woman of the Year, 1997, American Biographical Institute[2].